# ارستال
شهر ارستل (به فرانسوی: Herstal) در شهرستان لیئژ در استان لیئژ در منطقه فدرال والوون در کشور بلژیک واقع شده‌است.